# سارة فورستر
سارة فورستر هي لاعبة هوكي الجليد سويسرية، ولدت في 19 مايو 1993 في بيرنيك في سويسرا.

## وصلات خارجية
- سارة فورستر على موقع EliteProspects.com (الإنجليزية)
- سارة فورستر على موقع Eurohockey.com (الإنجليزية)
- سارة فورستر على موقع أوليمبيديا (الإنجليزية)